# Чухровіт
Чухровіт (рос. чухровит; англ. chukhrovite; нім. Chuchrovit m, Chukchrovit m) — водний сульфато-флуорид каркасної будови.
Названий за прізвищем радянського мінералога Ф. В. Чухрова (Л. П. Єрмілова, В. А. Молева, Р. Ф. Клевцова, 1960).

## Опис
Хімічна формула:
- 1. За Є. К. Лазаренком: Ca3Al2TR[SO4|F13]•10H2O.
- 2. За Г.Штрюбелем та З. Х. Ціммером: (Ca, Y, Ce)<3[(Al, F6)2|SO4]•10H2O.
- 3. За К.Фреєм та «Fleischer's Glossary» (2004): Ca3 (Y, Ce)Al2 F13[SO4]•10H2O.

Склад у % (з родов. Караоба, Казахстан): CaO — 21,52; Al2O3 — 10,56; TR2O3 — 18,00; SO3 — 10,38; F — 28,32; H2O — 22,80.
Сингонія кубічна. Форми виділення: кристали, які є поєднанням куба і октаедра, аґреґати ізометричних зерен, друзи. Спайність по октаедру. Густина 2,353. Тв. 3,0-3,5. Колір: безбарвний, білий, жовтий, прозорий. Блиск: у безбарвних кристалів скляний, у білих — перламутровий полиск на гранях куба. Злом нерівний. Крихкий. Аномально анізотропний.

## Розповсюдження
Зустрічається в зоні окиснення молібдено-вольфрамових родовищ. Супутні мінерали: кридит, геарксутит. Рідкісний. Знахідки: родовище Караоба (Центральний Казахстан).